# Der Räuber Hotzenplotz (2022)
Der Räuber Hotzenplotz ist ein deutsch-schweizerischer Spielfilm von Michael Krummenacher aus dem Jahr 2022 mit Nicholas Ofczarek in der Titelrolle und Hedi Kriegeskotte, August Diehl, Christiane Paul, Olli Dittrich und Luna Wedler in weiteren Rollen. Das Drehbuch von Matthias Pacht basiert auf dem gleichnamigen Roman von Otfried Preußler (1962). Premiere war am 24. Juni 2022 anlässlich des 60-Jahr-Jubiläums der Buchveröffentlichung am Filmfest München, wo der Film das Kinderfilmfest eröffnete. Am 24. September 2022 wurde er unter dem Titel De Räuber Hotzenplotz am Zurich Film Festival in der Reihe ZFF für Kinder gezeigt. Deutscher Kinostart war am 8. Dezember 2022.

## Handlung
Der Film verknüpft die Handlungen der ersten beiden Hotzenplotz-Bücher, spielt aber auch auf das dritte und vierte Buch an.
Nachdem die Kaffeemühle der Großmutter gestohlen wurde, machen sich Kasperl und Seppel auf die Suche nach dem Dieb, dem Räuber Hotzenplotz. Sie unterschätzen diesen jedoch und werden von ihm gefangen genommen. Seppel bleibt zum Arbeiten in der Räuberhöhle, während Kasperl an den bösen Zauberer Petrosilius Zwackelmann verkauft wird, um für diesen hauptsächlich Kartoffeln zu schälen.
Unterdessen stiehlt Hotzenplotz dem ermittelnden Polizisten Wachtmeister Dimpfelmoser Dienstfahrrad und Uniform, dank der er verkleidet auch Kasperls Großmutter entführt, um Lösegeld zu erpressen. Dimpfelmoser wendet sich an die ehemalige Hellseherin Frau Schlotterbeck, um die drei Vermissten wiederzufinden.
Kasperl begegnet inzwischen in den Kellern des Zauberschlosses der in eine Unke verwandelten gefangenen Fee Amaryllis, die ihm hilft, aus dem Schloss zu entkommen, wenn er ihr dafür das Feenkraut bringt, mit dem sie erlöst werden kann.

## Produktion und Hintergrund

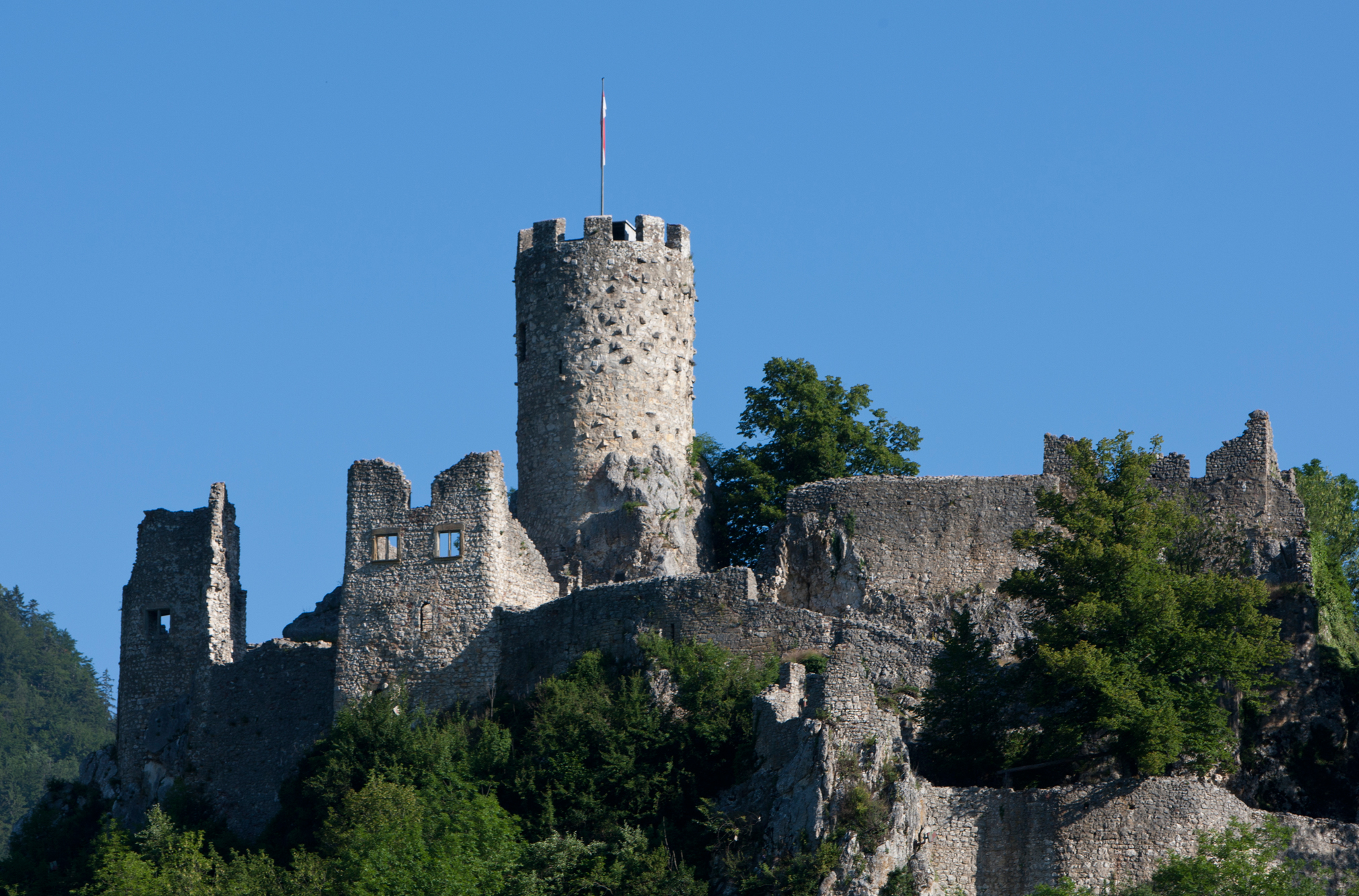
Einer der Drehorte: die Ruine der Burg Neu-Falkenstein in Balsthal im Kanton Solothurn

Die Dreharbeiten fanden vom 28. April bis zum 25. Juni 2021 in Deutschland (Bayern, Sachsen-Anhalt und Thüringen) und der Schweiz statt. Drehorte waren unter anderem die Ruine der Burg Neu-Falkenstein in Balsthal im Kanton Solothurn, Blankenburg (Harz) und Quedlinburg im Landkreis Harz, Schloss Allstedt im Landkreis Mansfeld-Südharz und Burg Trausnitz in Landshut sowie das Fränkische Freilandmuseum Fladungen.
Das Budget betrug rund 9 Millionen Franken. Produziert wurde der Film von der Münchner Claussen + Putz Filmproduktion GmbH, der Luzerner Zodiac Pictures und der Studiocanal GmbH, beteiligt waren das ZDF, das SRF und die SRG. Unterstützt wurde der Film vom FilmFernsehFonds Bayern, der Filmförderung der Beauftragten der Bundesregierung für Kultur und Medien, vom Deutschen Filmförderfonds, der Filmförderungsanstalt und der Mitteldeutschen Medienförderung.
Die Kamera führte Marc Achenbach. Für den Ton zeichnete Marco Teufen verantwortlich, für das Kostümbild Heiner Wiedemann und Rudolf Jost, für das Szenenbild Tilman Lasch, für die Maske Judith Kröher Falch, Grit Hildenbrand, Marie Öttl und Stephanie Hanf und für das Casting Daniela Tolkien und Franziska Schlattner. Konzeptzeichnerin war Waleska Leifeld.
Die Musik des Aargauer Komponisten Niki Reiser wurde vom Luzerner 21st Century Orchestra unter der Leitung von Ludwig Wicki eingespielt.
Der 1962 veröffentlichte Roman Der Räuber Hotzenplotz von Otfried Preußler wurde zuvor 1974 mit Gert Fröbe und 2006 mit Armin Rohde in der Titelrolle verfilmt, die Fortsetzung Neues vom Räuber Hotzenplotz 1979 mit Peter Kern.

## Rezeption
Christoph Petersen vergab auf Filmstarts.de vier von fünf Sternen und bezeichnete die Produktion als „verdammt guten Kinderfilm“  mit gleich drei herausragenden Performances (Ofczarek, Diehl und Kriegeskotte) sowie einer Kaffeemühlen-Melodie als Ohrwurm.
Die Deutsche Film- und Medienbewertung verlieh dem Film das Prädikat „besonders wertvoll“. Für die Jury erweist er sich „als liebevoll-nostalgische Kinderbuch-Adaption und klassischer Kinderfilm, der für die ganze Familie funktioniert“.
David Steinitz meinte in der Süddeutschen Zeitung, dass Nicholas Ofczarek die Titelfigur mit einem Gaunercharme spiele, wie ihn Gott nur gebürtigen Wienern schenkt. Matthias Greuling befand in der Wiener Zeitung, dass das Werk als kindgerechter Vorweihnachtsfilm tadellos funktioniere, weil es neben dem spielfreudigen Ensemble auch eine Menge fantastische Filmtricksereien enthalte.
Oliver Armknecht bewertete den Film auf film-rezensionen.de mit sieben von zehn Punkten; die Geschichte mache „noch immer“ Spaß. „Neben der farbenfrohen Optik“ überzeuge das Ensemble, „das in den jeweiligen Rollen aufgeht und für gute Laune sorgt“.

## Erfolg
Der Film startete am 8. Dezember 2022 und verbuchte nach Ablauf des ersten Wochenendes 155.000 Besucher in insgesamt 719 Kinos. Er platzierte sich damit auf Platz 1 der deutschen Kinocharts.  Bis Januar 2023 konnte Der Räuber Hotzenplotz mehr als 850.000 Besucher in die Kinosäle locken.
Der Film wurde zur dritterfolgreichsten deutschen Produktion des Kinojahres 2022.

## Auszeichnungen und Nominierungen
Kinderfilmfest München 2022
- Auszeichnung mit dem Publikumspreis[22]

Deutscher Filmmusikpreis 2022
- Auszeichnung in der Kategorie Beste Musik im Film (Niki Reiser)[23][24]

Romyverleihung 2023
- Nominierung in der Kategorie Beliebtester Schauspieler Film (August Diehl)[25]

Deutscher Filmpreis 2023
- Nominierung in der Kategorie Bester Kinderfilm (Jakob Claussen und Uli Putz)[26]